# Bardonecchia - Val Fredda
Bardonecchia - Val Fredda è un sito di interesse comunitario (cod.IT1110044) della Regione Piemonte, istituito nell'ambito della Direttiva 92/43/CEE (Direttiva Habitat) e designato inoltre come Zona Speciale di Conservazione. Comprende un'area di 1 686 ettari nei territori comunali di Bardonecchia e Oulx, nella Città metropolitana di Torino.

## Territorio

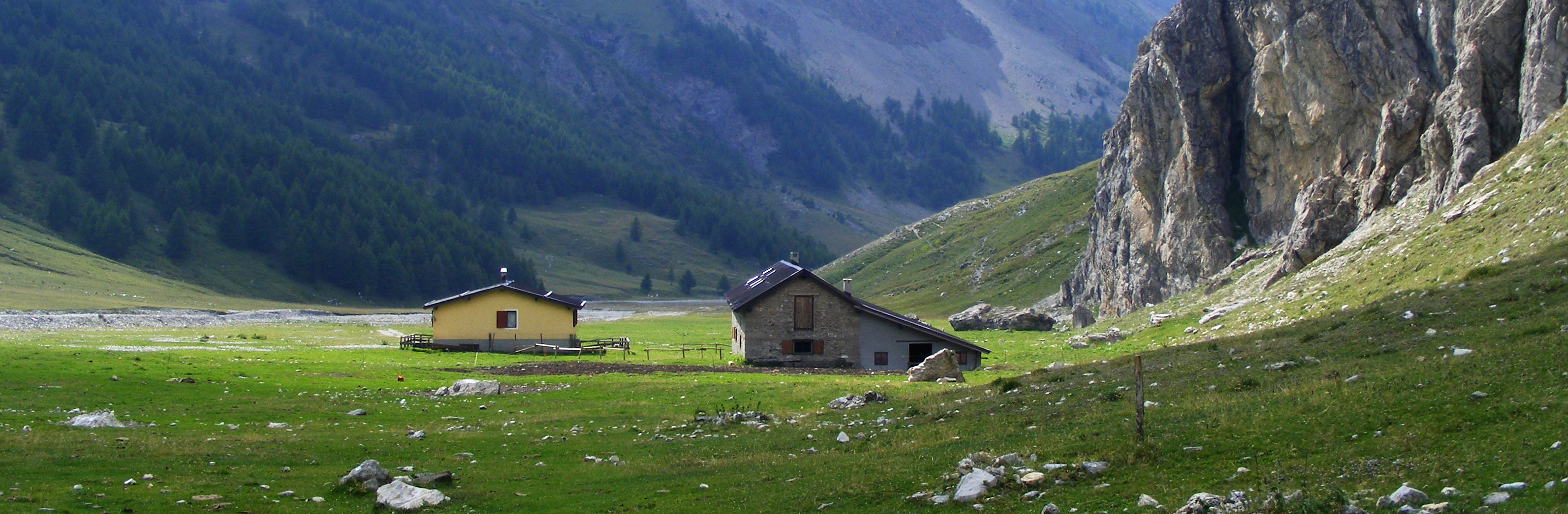
Grangia Valfredda

Il territorio protetto comprende la Valfredda, un vallone tributario in sinistra idrografica del torrente Rochemolles, uno dei rami sorgentizi della Dora Riparia. Percorso dall’omonimo rio Valfredda, si sviluppa in direzione grossomodo est-ovest ed è circondato da varie cime sopra ai tremila metri di altezza, che culminano nella parte orientale dell’area con il Vallonetto e la Punta Galambra. Al centro del vallone si trova la Grangia Valfredda, un alpeggio raggiunto da una pista sterrata, e poco più a monte il rilievo roccioso della Roche Ronde (2547 m s.l.m.). Le creste che circondano la vallata sono state in passato fortificate in vista delle ostilità con la vicina Francia. L’opera più rilevante è il grande Forte Jafferau, situato ai limiti sud-occidentali del SIC/ZSC.

## Flora e vegetazione

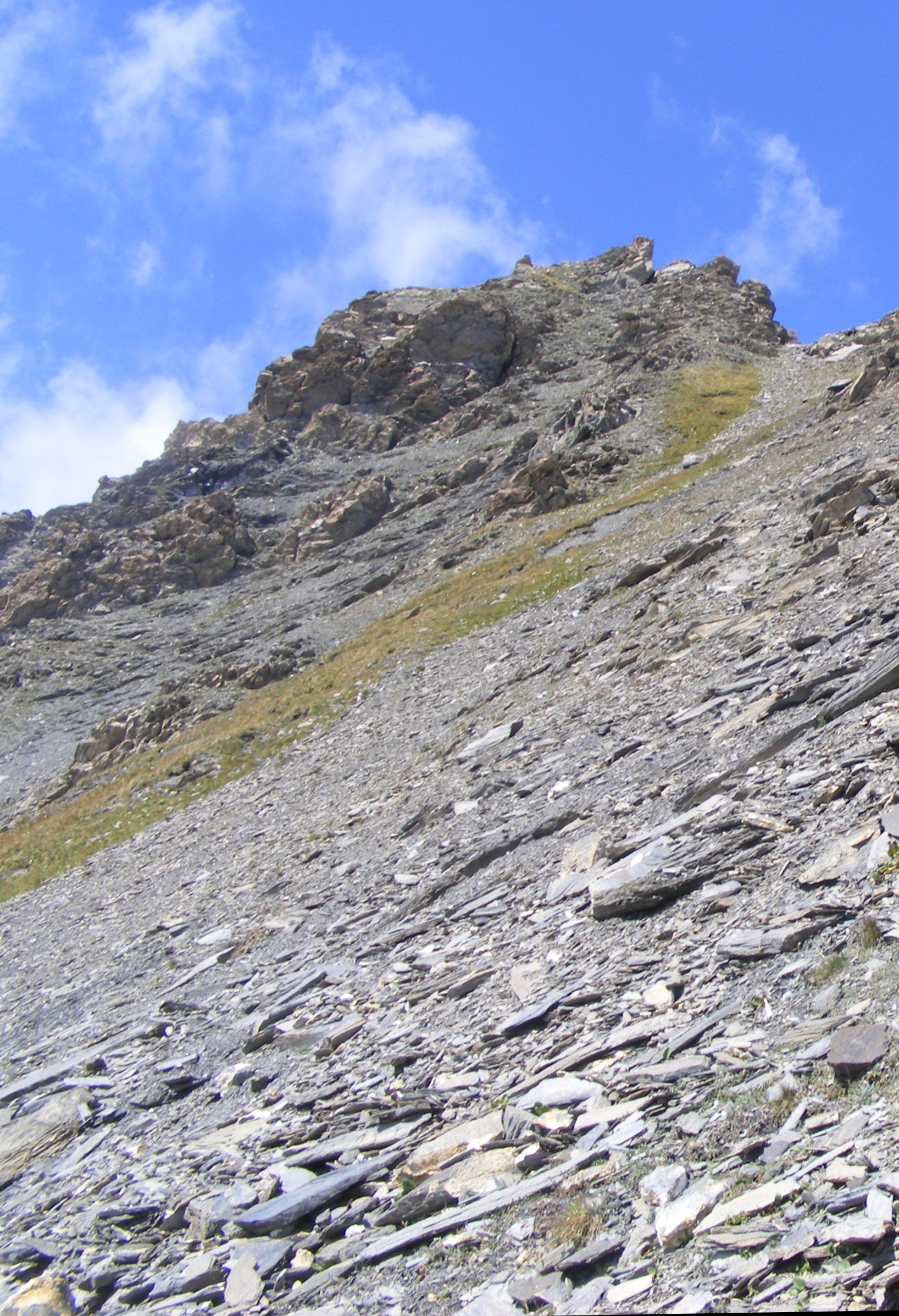
Pendii detritici in destra idrografica della valle

L'area protetta è caratterizzata da un ambiente di alta montagna ed è occupata per circa metà della sua superficie da macereti e roccia nuda; un terzo dell’area è coperta da praterie d’alta quota, e solo nella rimanente parte, a quota relativamente più basse, si può sviluppare la vegetazione arborea. Questa è costituita in particolare da pini cembri, larici e arbusteti. Tra le specie di vegetali più interessanti da un punto di vista conservazionistico presenti nel sito si possono citare Campanula alpestris, Leontopodium alpinum e Veronica allionii, che fanno parte della Lista rossa IUCN italiana. Tra le misure specifiche previste per la conservazione del sito alcune riguardano la copertura forestale, come ad esempio la preferenza data a modalità di gestione forestale rispettose dell’ambiente come il taglio a buche o la fissazione di massimali di prelievo legnoso per  ettaro. Per la tutela degli ambienti erbosi e aperti sono prescritte modalità di pascolamento che evitino una permanenza troppo prolungata del bestiame negli stessi luoghi, in modo da evitare di sovraccaricare il terreno di elementi nutritivi derivati dalle deiezioni degli animali. Per quanto riguarda le zone prive di vegetazione come rupi e ghiaioni sono invece in generale vietati interventi che comportino movimenti di terra, l’apertura di cave e la costruzione di infrastrutture come strade o arginature.

## Fauna
All’interno del sito sono presenti varie specie di lepidotteri di notevole interesse naturalistico, come Albulina optilete e Agriadej glandon, legate ai rodoreti-vaccineti. Sono presenti anche Parnassius apollo e Parnassius mnemosyne, specie piuttosto vistose e oggetto di protezione rigorosa anche contro il prelievo non autorizzato da parte dei collezionisti di farfalle. Tra l’avifauna, oltre a specie tipicamente alpine come l’aquila reale e il fagiano di monte, sono segnalati numerosi passeriformi 
tra i quali Phoenicurus ochruros (codirosso spazzacamino), Lagopus mutus (pernice bianca), Montifringilla nivalis (fringuello alpino), Oenanthe oenanthe (culbianco) e il gracchio alpino (Pyrrhocorax graculus). Tra i mammiferi oltre al lupo, ormai diffuso su tutto l'arco alpino occidentale, si segnalano la lepre variabile, l'ermellino e il camoscio. Delle prescrizioni a tutela della fauna selvatica molte riguardano la coesistenza tra l’allevamento bovino e la presenza del lupo, la prevenzione del bracconaggio e la sensibilizzazione della popolazione locale e dei turisti relativamente al predatore.

## Habitat

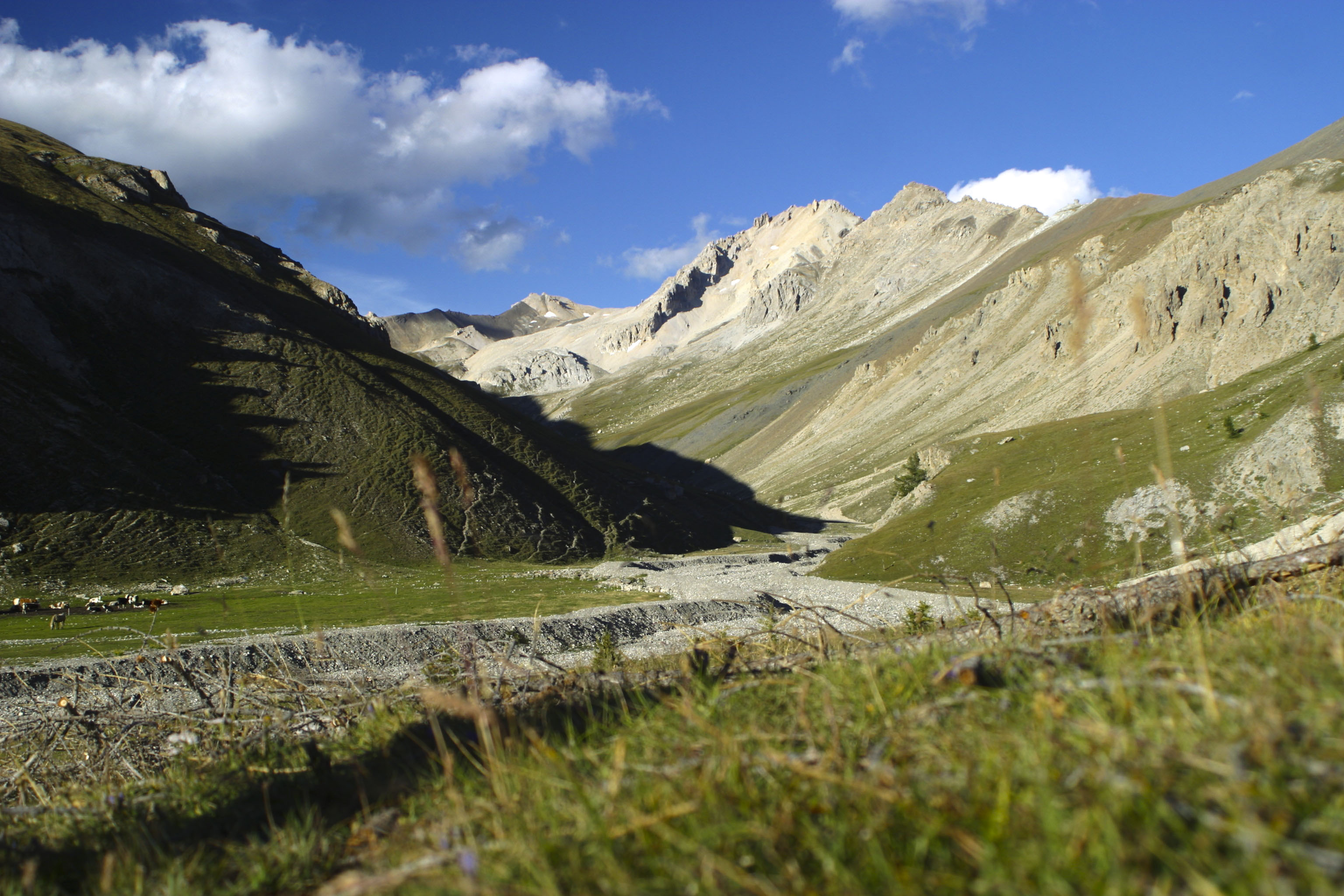
Il fondovalle

Nel SIC/ZSC sono presenti i seguenti habitat naturali di interesse comunitario:
- lande alpine e boreali (cod. 4060),
- formazioni erbose calcicole alpine e subalpine  (cod. 6170),
- ghiaioni del Mediterraneo occidentale e termofili  (cod. 8130),
- formazioni pioniere alpine del Caricion bicoloris-atrofuscae  (cod. 7240),
- foreste alpine di Larix decidua e/o Pinus cembra  (cod. 9420).

## Attività

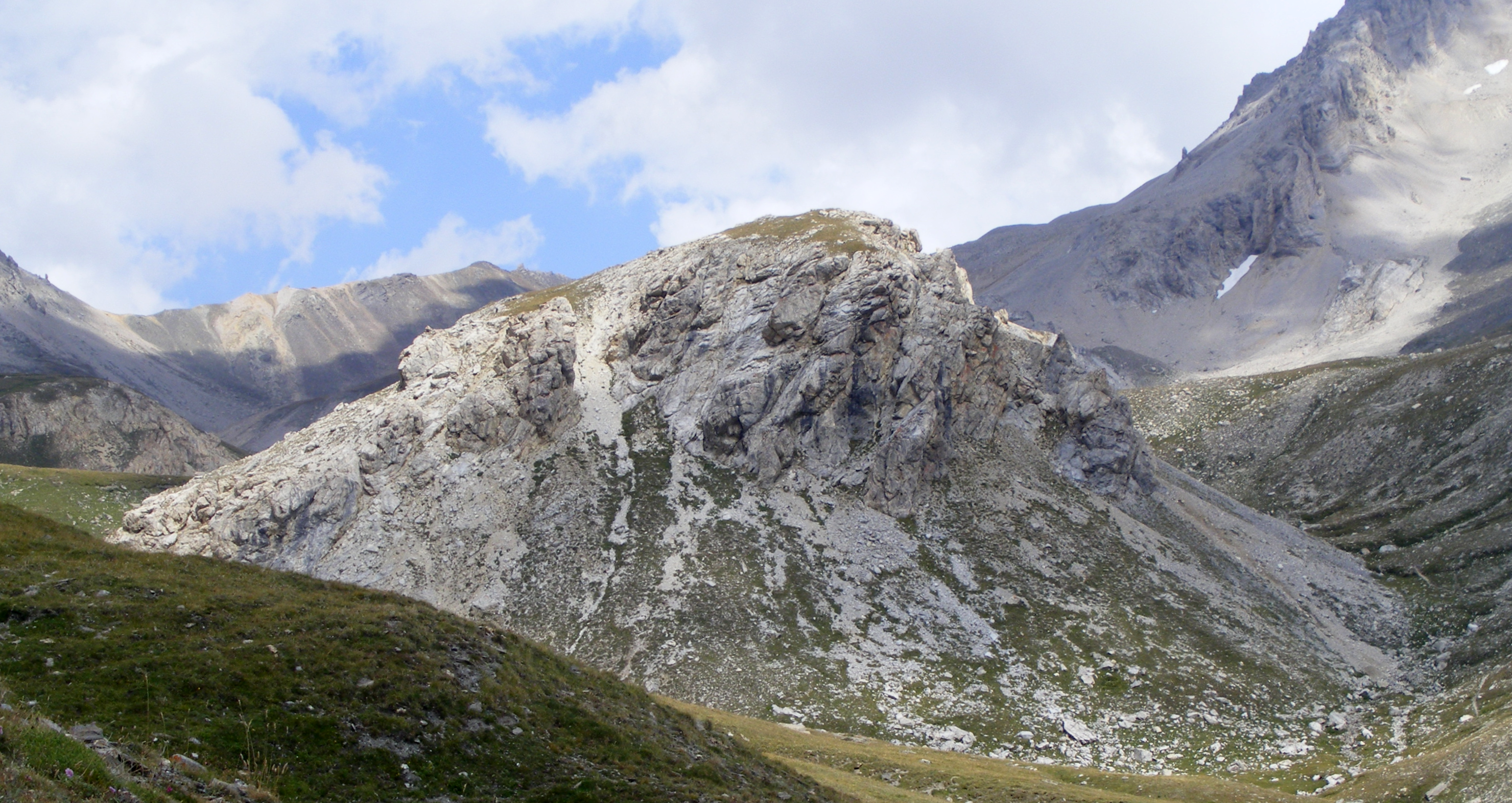
La Roche Ronde, al centro della vallata

La zona del SIC/ZSC è visitabile a pedi o in mountain bike. D’inverno è apprezzata dagli sci alpinisti perché, dato il tipo di esposizione, la neve si conserva più a lungo che in altre zone alla stessa quota. Nei pressi della Grangia Valfredda è situato un posto tappa che può ospitare fino a 12 escursionisti. I pasti sono autogestiti, e il vicino alpeggio quando è aperto può fornire latte e formaggi.
Un elemento di disturbo della fauna è rappresentato durante l'estate da traffico di fuoristrada sulle strade ex-militari che si sviluppano in quota collegando le vecchie fortificazioni.